# Луис, Рико
Рико Хенри Марк Луис (англ. Rico Henry Mark Lewis, произношение ['lu:ɪs]; род. 21 ноября 2004, Бери, Северо-Западная Англия) — английский футболист, выступающий на позициях защитника или полузащитника за клуб «Манчестер Сити» и сборную Англии.

## Клубная карьера
Рико Луис является воспитанником «Манчестер Сити». Он находится в системе клуба с 8 лет. В 15 лет дебютировал за команду клуба до 18 лет, а в сезоне 2021/2022 был её капитаном. В том сезоне его команда завоевала титул, а он стал лучшим игроком года возрастом до 18 лет. 
Дебютировал за основную команду «Манчестер Сити» 13 августа 2022 года в матче Премьер-лиги против «Борнмута», выйдя на замену. 5 октября 2022 года дебютировал в Лиге чемпионов против «Копенгагена», заменив Жуана Канселу.
16 декабря 2023 года в матче против «Кристал Пэлас» Луис забил свой первый гол в Премьер-лиге.

## Карьера в сборной
Выступал за сборные Англии возрастом до 16 и до 18 лет. 21 сентября 2022 года дебютировал за сборную Англии до 19 лет в матче квалификации на молодёжный чемпионат Европы 2023 против сборной Черногории.
9 ноября 2023 года Луис был впервые вызван в основную сборную Англии для участия в отборочном турнире к чемпионату Европы 2024 года.

## Статистика
| Выступление      | Выступление      | Выступление      | Чемпионат | Чемпионат | Кубки | Кубки | Еврокубки | Еврокубки | Прочие | Прочие | Итого | Итого |
| Клуб             | Лига             | Сезон            | Игры      | Голы      | Игры  | Голы  | Игры      | Голы      | Игры   | Голы   | Игры  | Голы  |
| ---------------- | ---------------- | ---------------- | --------- | --------- | ----- | ----- | --------- | --------- | ------ | ------ | ----- | ----- |
| Манчестер Сити   | Премьер-лига     | 2022/23          | 14        | 0         | 7     | 0     | 2         | 1         | 0      | 0      | 23    | 1     |
| Манчестер Сити   | Премьер-лига     | 2023/24          | 16        | 2         | 3     | 0     | 7         | 0         | 1      | 0      | 27    | 2     |
| Манчестер Сити   | Премьер-лига     | 2024/25          | 14        | 1         | 2     | 0     | 5         | 0         | 1      | 0      | 22    | 1     |
| Манчестер Сити   | Итого            | Итого            | 44        | 3         | 12    | 0     | 14        | 1         | 2      | 0      | 72    | 4     |
| Всего за карьеру | Всего за карьеру | Всего за карьеру | 44        | 3         | 12    | 0     | 14        | 1         | 2      | 0      | 72    | 4     |

## Достижения
«Манчестер Сити»
- Чемпион Англии (2): 2022/23, 2023/24
- Обладатель Кубка Англии: 2022/23
- Обладатель Суперкубка Англии: 2024
- Победитель Лиги чемпионов УЕФА: 2022/23
- Обладатель Суперкубка УЕФА: 2023
- Победитель Клубного чемпионата мира: 2023